# 1972年夏季奥林匹克运动会利比里亚代表团
1972年夏季奥林匹克运动会利比里亚代表团是利比里亚派出的1972年夏季奥林匹克运动会代表团。